# Adineta
Adineta — рід коловерток родини Adinetidae. Поширений в Європі, Північній Америці та південній півкулі.
Мікроскопічні, розміром в декілька десятих долей міліметра, організми, що мешкають у вологих біотопах: у різних прісних водоймах, в тому числі кислих, текучих і термальних водах, у вологому піску на берегах водойм, зустрічаються у моху і серед лишайників, в ґрунті. Живуть також в морських водах, в тому числі антарктичних.

## Опис
Коловертки роду Adineta мають подовжене тіло, округлу голову без очних плям, вузьку шию і ногу з трьома пальцями і двома шпорами. Диски з віями розташовані на черевній стороні. Вії у одних видів добре помітні, в той час як у інших — зазвичай погано видимі. Мастакс невеликий, кожен ункус з двома зубами.
Представників роду Adineta (можливо, нового виду із видового комплексу Adineta vaga), знайдених у вічній мерзлоті Сибіру, вдалося повернути до життя через приблизно 24000 років їх перебування в анабіозі. Коловертки не лише відновили життєдіяльність, але і успішно розмножувались. Механізм, за яким клітини коловерток здатні витримати утворення в них кристалів льоду, наразі залишається невідомим.

## Види
- Adineta acuticornis Haigh, 1967
- Adineta barbata Janson, 1893
- Adineta bartosi Wulfert, 1960
- Adineta beysunae Oerstan, 2018
- Adineta coatsi Iakovenko, Smykla, Convey, Kasparona, Kozeretska, Trokhymets, Dykyy, Plewka, Devetter & Janko, 2015
- Adineta cuneata Milne, 1916
- Adineta editae Iakovenko, 2015
- Adineta elongata Rodewald, 1935
- Adineta emsliei Iakovenko, Smykla, Convey, Kasparona, Kozeretska, Trokhymets, Dykyy, Plewka, Devetter & Janko, 2015
- Adineta fontanetoi Iakovenko, Smykla, Convey, Kasparona, Kozeretska, Trokhymets, Dykyy, Plewka, Devetter & Janko, 2015
- Adineta glauca Wulfert, 1942
- Adineta gracilis Janson, 1893
- Adineta grandis Murray, 1910
- Adineta longicornis Murray, 1906
- Adineta oculata Milne, 1886
- Adineta ricciae Segers & Shiel, 2005
- Adineta steineri Bartoš, 1951
- Adineta tuberculosa Janson, 1893
- Adineta vaga Davis, 1873